# Nicolas Jackson
Nicolas Jackson (Banjul, Gambia, 20 de junio de 2001) es un futbolista senegalés. Juega de delantero y su equipo es el Chelsea F. C. de la Premier League.

## Trayectoria

### España
Se formó en las categorías inferiores del Casa Sports de Ziguinchor y en septiembre de 2019 llegó a España para ingresar en la cantera del Villarreal C. F., para formarse en el equipo juvenil.
El 5 de octubre de 2020 se hizo oficial su incorporación como cedido al C. D. Mirandés para competir en la Segunda División por una temporada. Tras la misma regresó a Villarreal y, tras empezar la campaña con el filial, el 3 de octubre de 2021 debutó con el primer equipo jugando los últimos minutos de un partido de Primera División ante el Real Betis Balompié. Terminó el curso marcando los dos goles del triunfo ante el Gimnàstic de Tarragona en la final del play-off de ascenso a Segunda División, permitiendo así al segundo equipo volver a la categoría de plata del fútbol español diez años después.
En el inicio de la temporada 2022-23 logró su primer gol con el primer equipo. Este fue el primer tanto de los tres con los que ganaron al Real Valladolid C. F. en la primera jornada de La Liga. Terminó el curso consiguiendo trece tantos y ayudó al equipo a clasificarse un año más para competiciones europeas.

### Inglaterra
En enero de 2023 estuvo a punto de ser traspasado al AFC Bournemouth, pero en el reconocimiento médico le detectaron una lesión en los isquiotibiales, de la que iba a tardar en recuperarse entre seis y ocho semanas, que frenaron el fichaje. Acabó saliendo a finales de junio una vez se acordó su venta al Chelsea F. C.
Su debut con el club londinense se produjo el 13 de agosto en el inicio de la Premier League ante el Liverpool F. C. Dos semanas después consiguió su primer gol, el definitivo tres a cero contra el Luton Town F. C. en la que era la primera victoria de la temporada. En otro triunfo, el 6 de noviembre, ante el Tottenham Hotspur F. C., consiguió su primer triplete en Inglaterra.

## Selección nacional
Fue internacional por la selección de fútbol sub-20 de Senegal.
El 21 de noviembre de 2022 debutó con la selección absoluta de Senegal en el primer partido de la fase de grupos del Mundial ante Países Bajos.

## Estadísticas

### Clubes
Actualizado al último partido disputado el 8 de julio de 2025.
| Club                          | Div.          | Temporada     | Liga  | Liga  | Copas nacionales | Copas nacionales | Copas internacionales | Copas internacionales | Total | Total |
| Club                          | Div.          | Temporada     | Part. | Goles | Part.            | Goles            | Part.                 | Goles                 | Part. | Goles |
| ----------------------------- | ------------- | ------------- | ----- | ----- | ---------------- | ---------------- | --------------------- | --------------------- | ----- | ----- |
| C. D. Mirandés · España       | 2.ª           | 2020-21       | 16    | 1     | 1                | 0                | —                     | —                     | 17    | 1     |
| C. D. Mirandés · España       | Total club    | Total club    | 16    | 1     | 1                | 0                | 0                     | 0                     | 17    | 1     |
| Villarreal C. F. "B" · España | 1.ª RFEF      | 2021-22       | 27    | 7     | ―                | ―                | ―                     | ―                     | 27    | 7     |
| Villarreal C. F. "B" · España | Total club    | Total club    | 27    | 7     | 0                | 0                | 0                     | 0                     | 27    | 7     |
| Villarreal C. F. · España     | 1.ª           | 2021-22       | 9     | 0     | 1                | 0                | 0                     | 0                     | 10    | 0     |
| Villarreal C. F. · España     | 1.ª           | 2022-23       | 26    | 12    | 2                | 0                | 10                    | 1                     | 38    | 13    |
| Villarreal C. F. · España     | Total club    | Total club    | 35    | 12    | 3                | 0                | 10                    | 1                     | 48    | 13    |
| Chelsea F. C. Inglaterra      | 1.ª           | 2023-24       | 35    | 14    | 9                | 3                | ―                     | ―                     | 44    | 17    |
| Chelsea F. C. Inglaterra      | 1.ª           | 2024-25       | 30    | 10    | 0                | 0                | 7                     | 3                     | 37    | 13    |
| Chelsea F. C. Inglaterra      | Total club    | Total club    | 65    | 24    | 9                | 3                | 7                     | 3                     | 81    | 30    |
| Total carrera                 | Total carrera | Total carrera | 143   | 44    | 13               | 3                | 17                    | 4                     | 173   | 51    |

## Palmarés

### Títulos internacionales
| Título                            | Equipo        | Sede           | Año  |
| --------------------------------- | ------------- | -------------- | ---- |
| Liga Conferencia de la UEFA       | Chelsea F. C. | Breslavia      | 2025 |
| Copa Mundial de Clubes de la FIFA | Chelsea F. C. | Estados Unidos | 2025 |